# Kencana Sari
Kencana Sari is een bestuurslaag in het regentschap Lahat van de provincie Zuid-Sumatra, Indonesië. Kencana Sari telt 916 inwoners (volkstelling 2010).